# فیلیپ زیمباردو
فیلیپ جورج زیمباردو (به انگلیسی: Philip George Zimbardo) (۲۳ مارس ۱۹۳۳ – ۱۴ اکتبر ۲۰۲۴) روان‌شناس و استاد دانشگاه استنفورد بود.
فیلیپ زیمباردو روان‌شناسی آمریکایی بود که بیشتر به خاطر آزمایش بحث برانگیزش در زندان استنفورد که در سال ۱۹۷۱ انجام شد، شهرت داشت. زیمباردو در ۲۳ مارس ۱۹۳۳ در شهر نیویورک متولد شد و مدرک لیسانس خود را دریافت کرد. او تحصیلات خود را در دانشگاه ییل ادامه داد و در آنجا هم مدرک و هم دکترای خود را در رشته روان‌شناسی دریافت کرد.
او طراح و سرپرست آزمایش زندان استنفورد بود.
زیمباردو در نیویورک به دنیا آمد و از قضا به مدرسه‌ای رفت که میلگرام نیز آنجا درس می‌خواند. فیلیپ زیمباردو و استنلی میلگرام زمانی همکلاسی بوده‌اند. هر دو در مورد موضوع اطاعت از قدرت تحقیقاتی بسیار مهم انجام داده‌اند که نتایج آن‌ها بسیار بحث‌برانگیز بوده است. پدر و مادر زیمباردو در اصالتا اهل سیسیل ایتالیا بودند که قبل از تولد او به آمریکا مهاجرت کردند.
پدرش تکنسین برق بود و مادرش زنی خانه‌دار، که از سه پسر و یک دخترش نگهداری می‌کرد. ابتدا در کالج بروکلین دوره کارشناسی خود را گذراند. در دوره کارشناسی دروسی از رشته‌های روان‌شناسی، جامعه‌شناسی و انسان‌شناسی را انتخاب کرده بود. وقتی وارد دوره کارشناسی ارشد شد، انتخاب او دیگر قطعی بود؛ زیمباردو کارشناسی ارشد و دکترای خود را در روان‌شناسی دانشگاه ییل در مدت پنج سال به اتمام رساند.
پیش از ورود به دانشگاه استنفورد در دانشگاه‌های متعددی به عنوان استاد و پژوهشگر فعالیت داشت. در نهایت در ۱۹۶۸ وارد دانشگاه استنفورد شد و سه سال بعد در ۱۹۷۱ در این دانشگاه آزمایشی انجام داد، که به عنوان خطرناک‌ترین آزمایش روان‌شناسی تا به امروز شناخته می‌شود.
فیلیپ زیمباردو در ۱۴ اکتبر ۲۰۲۴، در سن ۹۱ سالگی درگذشت.